# Topadesa sanguinea
Topadesa sanguinea är en fjärilsart som beskrevs av Swinhoe 1905. Topadesa sanguinea ingår i släktet Topadesa och familjen trågspinnare. Inga underarter finns listade i Catalogue of Life.